# 達邦波眼蝶
達邦波眼蝶（学名：Ypthima tappana），又名大波瞿眼蝶、達邦波紋蛇目蝶、達邦鄰眼蝶、達邦矍眼蝶，为蛺蝶科矍眼蝶屬下的一个种。

## 描述
中小型眼蝶，略具雌雄二型性。體背褐色，腹側淺褐至灰白色。雄蝶頭黑褐，觸角黑褐帶白紋，末端裸露；口器褐色，下唇鬚黑褐夾白、密生毛。胸背褐色、腹面灰白；足褐色，基部泛白，前足退化。雌蝶體型類似，前足正常，翅幅較寬，色澤較淺。
前翅長20-25 mm，外型近三角形，前緣、外緣略凸，後緣近直線，翅頂鈍；R脈基部膨大呈紡錘形囊狀。後翅圓或卵形。翅背面褐色，前翅翅頂附近有一大型眼紋；後翅M3與CuA1室各有一眼紋，常另有CuA2室的小眼紋。翅背亞外緣具暗色弧線。翅腹面底色褐色，布滿灰白細波紋，並有深色條紋：前翅有三道深色帶，後翅有兩道貫穿紋。眼紋於腹面前翅一枚，後翅四枚，分為兩群，位於Rs、M3、CuA1及CuA2室，其中CuA2室的眼紋偏外。雄蝶前翅背面具片狀性標，顏色略深。緣毛為褐或淺褐色。雌蝶翅腹面之深色帶可自背面透視，前翅無性標。

## 分佈
分布於印度西北部、緬甸、華西至華東、臺灣。臺灣分布於本島低海拔地區。

## 棲地
偏好棲息於陰暗潮濕環境，一年多代，全年可見成蝶活動。成蝶飛行緩慢，會訪花；幼蟲以禾本科植物如基隆短柄草為食。